# 冷蔵箱
冷蔵箱（れいぞうばこ、icebox）は、（電気式の）冷蔵庫が実用化される前に使われていた家庭で氷を使って冷蔵するための機器である。電気式のものと区別する場合には「氷式冷蔵庫」などとも呼ばれる。1803年にアメリカ、メリーランド州の豪農トマス・ムーアにより発明された。
当初は"refrigerator"の語が当てられていたが、電気冷蔵庫ができて以降は氷式冷蔵庫を表すには"icebox"が使われるようになった（レトロニムの一つ）。しかし21世紀初頭現在でも口語では"icebox"で電気式冷蔵庫を表すことがある。

## 概要

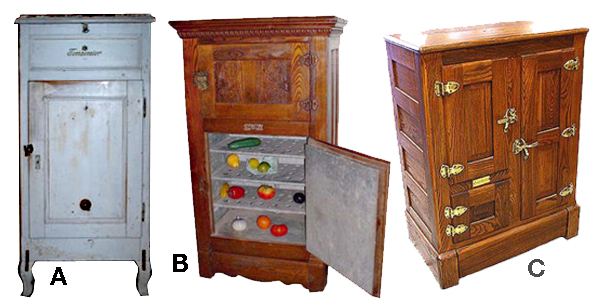
A. ノルウェー製の旧式の冷蔵箱。引き出しの中に氷を入れる。
B. ビクトリア朝風の脚付き冷蔵箱。オーク材を用いて作られている。棚と扉裏が錫や亜鉛で覆われている。
C. 裕福な家庭にあった高級モデル。オーク材でできた棚、装飾的な掛け金が特徴的。氷は左上の扉に入れる。引き出し式の水受け皿も備えられていると思われる。

作りやすさや見た目の美しさ、電気的に絶縁を保つなどの理由から家具のきれいな部分を用いて作られることが多かったためか、大半は木製だった。
内部には錫や亜鉛で覆われた、コルクやおがくず、わら、海藻などが詰められた中空の壁があり、その上部に大きな氷塊を入れるための皿や仕切りが設けられていた。氷で冷やされた冷気が下部で循環し、食材を入れられるようになっていた。
初期のものや廉価品では受け皿に溜まった氷解け水を1日1回は捨てる必要があったが、水が抜きやすいよう蛇口付きに改良されたものもあった。

## 歴史
冷蔵箱はアメリカでは19世紀中盤から1930年代まで使われ、それはアメリカの産業発展期と重なる。当初は冬季に雪の多い地域や凍った湖でできた氷が貯蔵室に集められ、それ以外の季節にもアメリカ全土に運ばれていた。しかしその後初期のアンモニアを冷媒として用いた電気式冷蔵庫が実用化され、都市発展により工業汚染や下水道排水で自然の氷が汚染されたこともあり、工場で生産された衛生的な氷が一年中使えるようになった。
冷蔵箱が使われていた当時は氷の配達業者は牛乳配達業者と同じくらい重要な役割を占めていた。家の裏口には冷蔵箱に氷を搬入する小さな扉が設けられていた。
さらにその後広範囲に電化が進んだこと、フロン類を用いた安全な冷媒を用いた冷蔵庫ができたことから、氷式の冷蔵箱は廃れていった。

### 日本

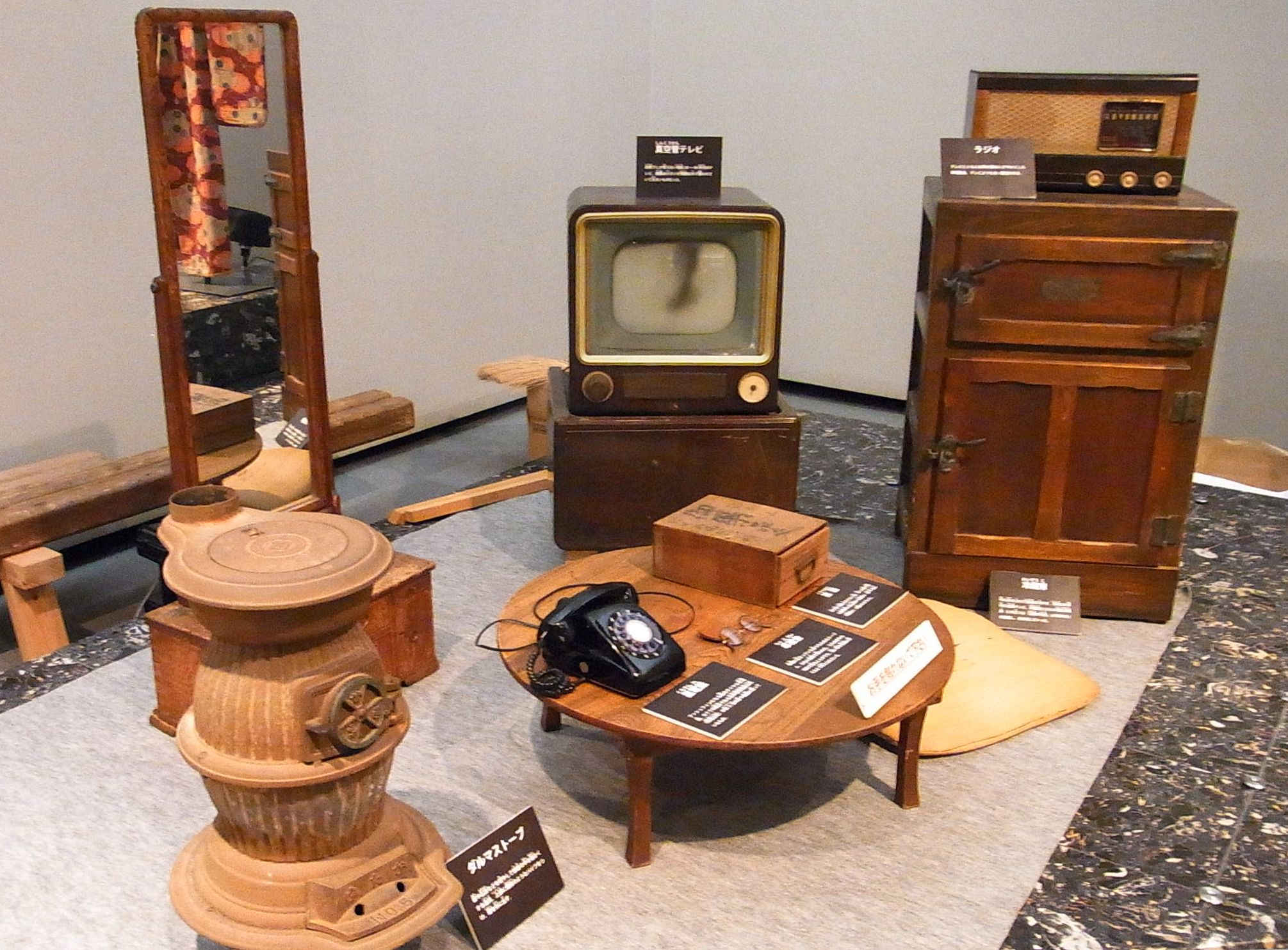
府中市郷土の森博物館常設展示室にある冷蔵箱（2010年8月31日撮影）

明治以降、天然および人工氷を使った冷却が普及し、やがて専用の道具が用いられるようになった。
1898年（明治31年）の書籍に「氷箱」による肉や魚の保存が記されている。その後10年ほどで、食物全般を冷蔵箱で保存するようになったとみられる。
大正時代に入ると、二つの扉が付いた木箱に、断熱材で覆った金属箱を収め、上段に氷、下段に食材を入れる構造が確立した。内部の温度は低くても10℃程度で、溶けてゆく氷から出る水を貯めておく構造も欠かせなかった。
電気冷蔵庫の普及は昭和30年代頃だったため（三種の神器）、それまでは氷式冷蔵庫が使われた。氷は氷屋から仕入れた。明治期から機械製氷が行われており、戦前は東京だけでも数千軒の製氷工場があった。漫画『サザエさん』では1950年代以前に描かれた作品に複数回登場するほか、昭和30年代を舞台とした映画『ALWAYS 三丁目の夕日』にも登場する。
上記の通り電気冷蔵庫の普及に伴って数を減らし、一般家庭からはほぼ姿を消したが、レトロ趣味、あるいは食材が乾燥しにくいことから、飲食店などで使用されることがあり、現在でも新規に製作されたものを購入することが可能である。。